# Брайман, Адольф
Адольф Брайман (нем. Adolf Breymann; 1839—1878) — немецкий скульптор.

## Биография
Родился 16 июня 1839 года в Боккенеме (Нижняя Саксония) в большой семье пастора Фердинанда Кристиана Бреймана (1797–1866) и его жены Луизы, урожденной Хоффманн (1802–1876). Он был младшим братом педагога и активистки за права женщин Генриетты Шрейдер-Брейманн, которая первой признала художественный талант брата.
Осенью 1851 года его отца перевели в Вацум и с начала следующего года он стал учиться в средней школе Вольфенбюттеля.
Первоначально художественное образование он начал получать весной 1857 года в Брауншвейге, у придворного скульптора Теодора Штрюмпеля. Через полгода перешёл в мастерскую профессора Георга Ховальдта. В ноябре 1859 года поступил в Дрезденскую академию художеств и с 1861 года совершенствовался в мастерской Иоганнеса Шиллинга.
Первой работой, созданной им самостоятельно, стал барельеф «Блудный сын». Затем он приступил к работе над статуей Адама, исполнение которой его так и не удовлетворило.
Пробыв 1869—1871 гг. в Италии, он изготовил для мавзолея принца Альберта в Виндзоре две статуи ангелов, далее, памятник победы для Гёттингена, несколько жанровых групп (Фауст и Гретхен, итальянская прядильщица и другие).
Неоконченными остались статуя Генриха Птицелова для Альбрехтсбурга в Мейссене и победный памятник в Брауншвейге. Главной же его работой была статуя Генриха Льва, начатая в 1866 году, которая в 1873 году была отмечена серебряная медалью на выставке в Вене — была отлита в мастерской его учителя Георга Ховальдта и установлена в Брауншвейге в 1874 году.
Умер 1 сентября 1878 года в Вольфенбюттеле.